# Diakonie Ostrava
Diakonie Ostrava (Diakonie ČCE - středisko v Ostravě) je jedním ze středisek Diakonie Českobratrské církve evangelické. Od roku 1991 poskytuje sociální služby, a to především pro seniory a pro lidi s postižením.

## Historie
Středisko vzniklo jako ekumenická iniciativa křesťanů protestantských církví (Českobratrské církve evangelické, Bratrské jednoty baptistů a Církve bratrské), kteří spojili v roce 1990 své síly k poskytování sociální služby pro všechny potřebné spoluobčany. V roce 1991 se zřizující sbory rozhodly požádat o začlenění do rámce celostátně působící Diakonie Českobratrské církve evangelické. Právní subjektivitu ostravské středisko získalo k 1. 9. 1991.
Činnost se nejprve soustředila v rámci Střediska křesťanské pomoci na návštěvy v domovech důchodců, shromažďování šatstva, jeho distribuci bezdomovcům a poskytování poradenství potřebným. Postupně jsme začali organizovat pečovatelskou službu a postupem času i další činnosti.
V lednu 2014 došlo ke sloučení ostravského střediska Diakonie ČCE se střediskem Diakonie ČCE v Příboře, které k 1.1.2014 zaniklo.

## Poskytované služby
Diakonie Ostrava poskytuje sociální služby pro seniory, pro lidi s postižením a pro ženy s dětmi, a to na těchto místech:

### Ostrava
- Pečovatelská služba v rodinách
- Domovinka pro seniory
  - denní stacionář
  - týdenní stacionář
- Azylový dům Debora pro ženy a matky s dětmi
- Náruč – zařízení pro děti vyžadující okamžitou pomoc

### Příbor
- Pečovatelská služba